# Peter Recker
Peter Recker (* 24. September 1913 in Ahrweiler; † 28. Januar 2003 in Eichstätt) war ein deutscher Glas- und Mosaikkünstler religiöser Motive des 20. Jahrhunderts.

## Leben
Peter Recker stammte aus einer katholischen Familie im Rheinland. Nach dem Abitur machte er eine Ausbildung zum Kaufmann, lebte eine Zeit lang im Kloster Beuron, bis er schließlich ein Kunststudium an den Kölner Werkschulen bei Jan Thorn Prikker und Friedrich Ahlers-Hestermann sowie in Berlin bei dem Expressionisten Magnus Zeller absolvierte. 1933 weckte eine Reise nach Rom, Palermo und Ravenna seine Begeisterung für das byzantinische Mosaik. Nach einem Studienaufenthalt in der Villa Massimo in Rom, wohin er mit seinem von den Nationalsozialisten verfemten Lehrer Magnus Zeller 1935/36 gegangen war, trat er 1937 in die von Werner Peiner geleitete Hermann-Göring-Meisterschule für Malerei in Kronenburg (Eifel) ein, wo er sich der Monumentalmalerei widmete. Ab 1939/40 nahm er als Soldat am Zweiten Weltkrieg teil und kam in Italien in englische Kriegsgefangenschaft. In dieser Zeit entstanden „Kriegstagebücher“ mit Aquarellen von Landschaft und Menschen der Emilia-Romagna und der Adria. Die Kriegserlebnisse führten letztlich dazu, dass er sein künstlerisches Schaffen in den Dienst der christlichen Kunst stellte.
Nach der Kriegsgefangenschaft folgten erste große Mosaikarbeiten am Collegium Germanicum in Rom. Von 1950 bis 1962 fertigte er große Auftragsarbeiten (Mosaiken, Glasfenster) in den USA. In dieser Zeit wohnte er in Milwaukee, Wisconsin. Von 1962 bis zu seinem Tod 2003 lebte und wirkte Peter Recker in Eichstätt. Er war verheiratet mit der Italienerin Bruna Ceresola, mit der er drei Kinder hatte.
Reckers Gestaltungsprinzip sind „hochaufragende Figuren mit klaren Konturen, nicht mehr naturalistisch, aber gerade noch an die Natur gebunden, reduzierte Form, die in höchstem Maß den geistig-geistlichen Inhalt ausdrückt.“ (Michael Heberling)

## Werke
- 1955–1957: Apsis-Mosaik, Mosaikkrezweg und Glasfensterzyklus „Die Sakramente“; St. Jakobus, Tagmersheim
- 1961–1962: Glasfenster; St. Jakobus, Tagmersheim
- 1965–1973: Mosaikstandbild; St. Jakobus, Tagmersheim[3]
- Apsismosaik; Kapelle Collegium Germanicum et Hungaricum, Rom
- 1959: Tabernakel (Hersteller: Goldschmied F. X. Bilz, Eichstätt); St. Rita, Indianapolis
- Eichstätt: Priesterseminar am Leonrodplatz 3, Abendmahlsdarstellung, Mosaik (1951/52; heute nur noch als detailgetreue Kopie in der Kapelle des Collegium Orientale erhalten; das Original wurde 1981 mit dem beinhaltenden Gebäude abgerissen)[4]
- Fries „Glaube und Wissenschaft“ Mosaik; Knabenseminar St. Wunibald, Eichstätt
- 1973: Gleichnis von den klugen und törichten Jungfrauen, Gemälde in Öl und Blattgold auf Holz; Kreiskrankenhaus, Eichstätt
- 1974: Erzengel-Michael-Mosaik; Friedhof, Selingstadt-Heideck[5]
- 1977: Sakramentshaus, als brennender Dornbusch; St. Rupert, Nürnberg
- 1983: Kreuzweg; Maria am Hauch, Nürnberg. Architekt Jakob Semler
- 1980–1985: Volksbank, Eichstätt (Architekt: Thäle & Wimmer mit Franz Hart; Statik: Martinka + Grad, Lichtplaner: Walter Bamberger; weitere Künstler: Florian Lechner und Franz Maurer)
- 1986: 3 kreuzförmige Mosaike; Maria am Hauch, Nürnberg. Architekt Jakob Semler
- 1994: Bronze-Kruzifix vor der Heilig-Kreuz-Kirche, Ravensburg
- Konstanz-Petershausen: Katholische Kirche St. Gebhard; Chorwand-Mosaik, den auferstandenen Christus als Erlöser und Hoherpriester vor dem Berg Sinai darstellend (1961); Tabernakel (1961); Altarkreuz (1961)
- Meersburg, Aussegnungshalle des Friedhofs: 3 Meter hohe Bronzeplastik, mit der an die Toten der Kriege 1870–1871, 1914–1918 und 1939–1945 gedacht und die Lebenden gemahnt werden. Die gefallenen und vermissten Meersburger Bürger des Zweiten Weltkrieges sind namentlich aufgeführt.[6]
- Nassenfels: „Jesus beim Brotbrechen mit zwei Jüngern“. Mosaik an einer Hauswand neben der Bäckerei Bauer
- Wandteppich mit der Darstellung des hl. Vinzenz von Paul; Caritaszentrum St. Vinzenz, Ingolstadt
- Glasfenster; Katholische Pfarrkirche, Stammham